# 米歇爾·西松
米歇爾·珍妮·西松（英語：Michele Jeanne Sison，1959年5月27日—），是美国外交官，也是高级外交部门的职业成员，现任国际组织事务助理国务卿。曾代表美国在世界各地担任其他各种外交职务，包括驻海地大使。西松擁有職業大使頭銜。

## 外部連結
- Michele J. Sison Biography at the U.S. Embassy in Haiti （页面存档备份，存于）
- C-SPAN內的頁面（英文）